# Coccidotrophus socialis
Coccidotrophus socialis là một loài bọ cánh cứng trong họ Silvanidae. Loài này được Schwarz & Barber miêu tả khoa học năm 1921.